# Miguel Pallardó
Miguel Pallardó (født 5. september 1986) er en spansk fodboldspiller.